# NES Play Action Football
NES Play Action Football est un jeu vidéo de football américain développé par TOSE et édité par Nintendo, sorti en 1990 sur NES et Game Boy. Le jeu se nomme Play Action Football sur Game Boy.
Il a pour suite à Super Play Action Football.